# Maria Mancini
Maria Mancini (Roma, 28 de agosto de 1639 - Pisa, 8 de mayo de 1715) fue una mujer perteneciente a la nobleza italiana que pasó temporadas vinculada también a las cortes de Francia y España. Conocida por ser una de las Mazarinettes (sobrinas del cardenal Mazarino) y por su noviazgo con Luis XIV de Francia, es autora de un libro de memorias titulado en español La verdad en su luz.

## Biografía
Maria Mancini nace en 1639 en el seno de una familia ilustre de la nobleza italiana, cuyos orígenes se remontan a la antigua Roma. Tras pasar sus primeros años en Italia acompañada por su madre y sus hermanas –su padre fallece prematuramente–, es trasladada junto con parte de su familia a la corte francesa, donde su tío, el cardenal Mazarino, ocupaba ya una posición de altísimo prestigio. Este hecho propiciará que tanto a Maria como a sus hermanas se las conozca en la corte como las Mazarinettes.
Tras el traslado, Maria pasará la adolescencia empapándose de la cultura francesa, acudiendo a salones y participando de los círculos culturales organizados en torno a Ana de Austria. Además, en la corte tendrá ocasión de convivir íntimamente con un jovencísimo Luis XIV, el posteriormente conocido como Rey Sol. Este hecho marcará tanto su vida como la leyenda forjada en torno a ella y a su condición de ser la primera amante del poderoso soberano. La relación, confirmada por ella misma en sus memorias, pareció ser aceptada en un primer momento por el círculo del monarca, que, sin embargo, acordaría finalmente el matrimonio del futuro rey con la española María Teresa de Austria. Tras esta decisión, Maria fue alejada de la corte. Poco después, en 1660, contraería matrimonio con Lorenzo Onofrio Colonna, condestable de Nápoles, lo que provocó el retorno a su Italia natal.
Los años de matrimonio entre la pareja parecieron desarrollarse de un modo irregular, a juzgar por los contenidos de las memorias de Mancini. Tras unos primeros momentos de adaptación de esta a la vida en Italia, tan diferente de la que había llevado en la corte, el condestable y ella desarrollaron una vida en común fruto de la cual tendrían tres hijos. La pareja se convirtió en un referente de la vida pública italiana, especialmente debido a su actividad como mecenas de arte y teatro. No obstante, el paso de los años provocó un deterioro de la relación, que, según Mancini, llegó a hacerle pensar que su esposo podría incluso haber planeado envenenarla. Sospechas como estas y el hartazgo general por su situación vital provocaron que en 1672 Maria Mancini tomase la decisión de fugarse de su casa para escapar al control de su esposo. 
La huida fue consensuada con su hermana Hortensia, escapada a su vez también de su marido en Francia y quien la acompañaría durante los primeros meses. El recorrido de Maria intentando escapar a la influencia de su marido supone un periplo por varios países europeos que culmina en 1676, cuando se instala finalmente en Madrid, donde su marido consiguió que la encerraran en el monasterio de Santo Domingo, a pesar de lo cual sus escapadas continuaron por lo que su cuñado el marqués de los Balbases solicitó y obtuvo orden de prisión. Pasó los meses del invierno de 1680-1681 prisionera en el Alcázar de Segovia.
A pesar de esto, obtuvo relación con los más altos círculos de la corte española, incluyendo a la reina Mariana de Neoburgo.
Su vuelta a Italia no se producirá hasta pasados unos años de la muerte del condestable en 1689.
Maria Mancini muere en 1715 en Pisa y allí es enterrada con el epitafio que ella misma había sugerido: “Maria Mancinia Columna, pulvis et cinis”.

## Memorias
Cuando ya se encontraba en Madrid, en 1676, Maria Mancini tendrá constancia de la publicación de unas memorias falsas con su nombre que llevaban por título Les mémoires de M.L.P.M.M. Colonne G. Connetable du Royaume de Naples. Este hallazgo supone un gran enfado para la italiana. Ante los hechos, se verá obligada a contestarlas mediante el verdadero relato de su controvertida vida, que tomará cuerpo en La verité dans son jour y La verdad en su luz, ambas publicadas en 1677. Un año más tarde, en 1678, aparecerá una nueva edición del texto, en el que se conserva la esencia pero aparecen algunas modificaciones y que lleva por título Apologie ou Les véritables mémoires de Mme Marie Mancini, connétable de Colonna, écrits par elle-même.
La verdad en su luz recorre, pues, la vida de la autora desde el nacimiento hasta el momento de su escritura, a los treinta y siete años. El relato comienza dando cuenta de la primera infancia de la autora; tras introducir al lector en los entresijos familiares que marcarían su infancia, Maria pasa a recorrer sus tiempos de adolescencia y juventud en la corte del futuro Rey Sol, con quien mantendría un breve noviazgo truncado, con gran dolor para Mancini, por el matrimonio del rey con María Teresa de Austria. La escritora insiste en que esos fueron los tiempos más felices —y, tras la ruptura con el monarca, los más amargos también— de su vida.
Después, Mancini explica que a raíz del matrimonio del Rey Sol con la futura reina, su presencia en el palacio se convierte en un verdadero estorbo. La autora explica cómo es trasladada a La Rochelle hasta que, tras otros intentos fallidos de alianzas, es acordado su matrimonio con Lorenzo Colonna, un importante noble italiano. A partir de entonces, Mancini relata de manera bastante pormenorizada los entresijos de su matrimonio: el rechazo que inicialmente le causaba su marido, la posterior aceptación, la llegada de los hijos, los momentos de felicidad vividos en varias ciudades italianas y, finalmente, el desenlace del mismo. Ante el deterioro de la relación entre los cónyuges, Maria dice verse sobrepasada y, no viendo otra alternativa, emprende la fuga con su hermana Hortensia, también separada de su marido.
A partir de este momento, las memorias inician el relato del peregrinaje que Maria Mancini emprende desde Italia, pasando por Francia, Alemania y los Países Bajos para acabar finalmente en España, en un convento cercano a Madrid. El viaje se muestra al lector como un periplo angustioso, en el que la autora es incapaz de encontrar un lugar en el que le permitan residir, bien porque se le niega ese derecho (como ocurre en Francia, donde el rey, antaño su amante, le ordena que abandone el país), bien porque los hombres enviados por su marido la asedian e incluso llegan a recluir en algunos conventos, primero en Bruselas y finalmente en Madrid.
Maria Mancini termina el relato de su vida señalando que, aunque se encuentra “encerrada” en el convento de la capital española, no abandona la voluntad de lograr algún día escapar del dominio del condestable que, de algún modo, seguía controlándola aun sin vivir junto a ella.
Junto con sus memorias, Maria Mancini ha dejado también un importante legado escrito en su correspondencia con su marido, el condestable Colonna. Esta se encuentra conservada en el Archivio Colonna de la Associazione Clavis Aurea.